# Ямна Розсоха
Я́мна Розсоха́ (рос. Ямная Рассоха) — річка в Республіці Комі, Росія, ліва притока річки Пожег, правої притоки річки Печора. Протікає територією Троїцько-Печорського району.
Річка протікає на північний захід.